# Turinyphia
Turinyphia es un género de arañas araneomorfas de la familia Linyphiidae. Se encuentra en la zona paleártica. 

## Lista de especies
Según The World Spider Catalog 12.0:
- Turinyphia cavernicola Wunderlich, 2008
- Turinyphia clairi (Simon, 1884)
- Turinyphia maderiana (Schenkel, 1938)
- Turinyphia yunohamensis (Bösenberg & Strand, 1906)